# Leccinellum griseum
Leccinellum griseum är en svampart som först beskrevs av Lucien Quélet, och fick sitt nu gällande namn av Bresinsky & Manfr. Binder 2003. Leccinellum griseum ingår i släktet Leccinellum och familjen Boletaceae.   Inga underarter finns listade i Catalogue of Life.

## Bildgalleri

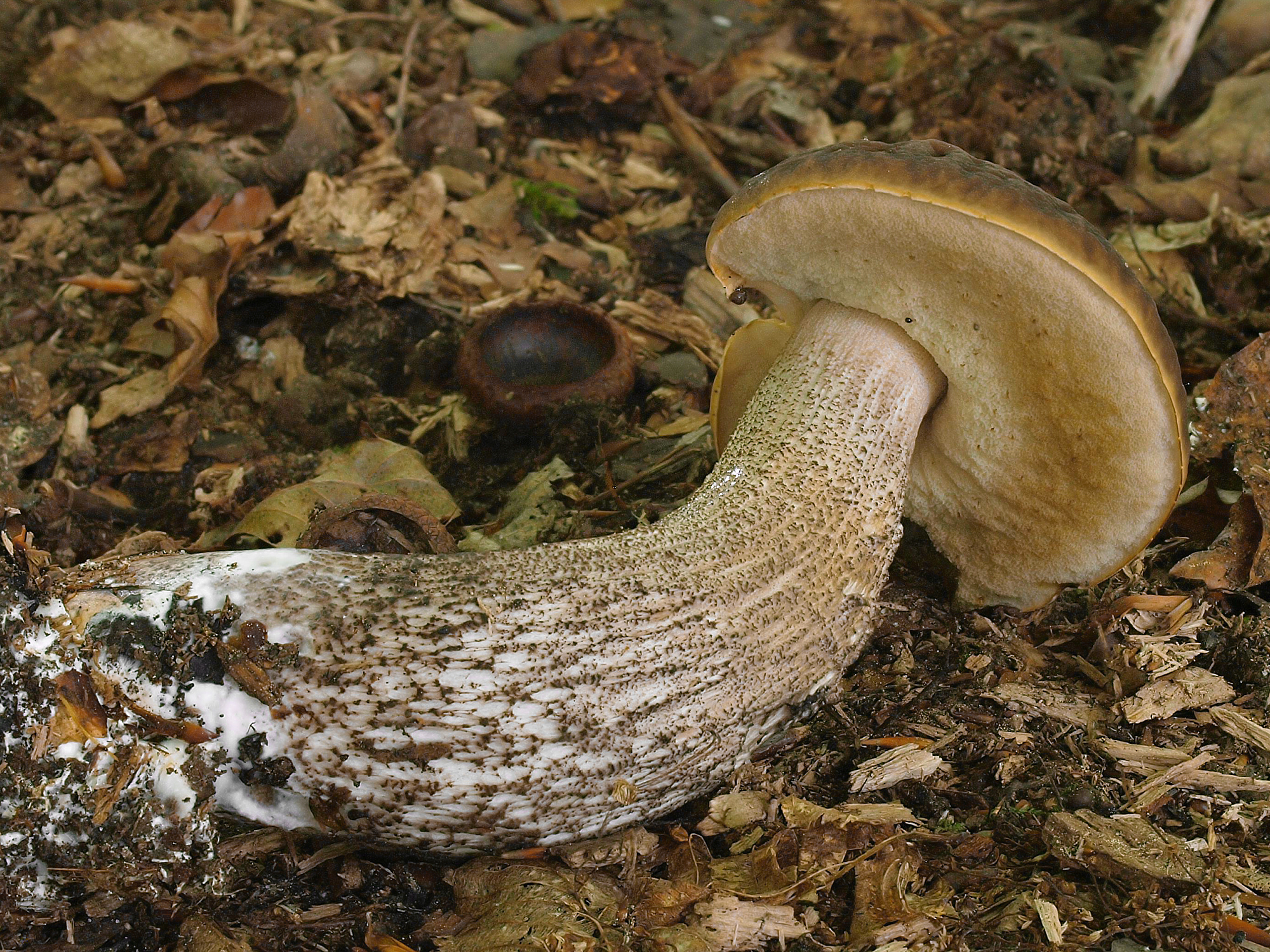
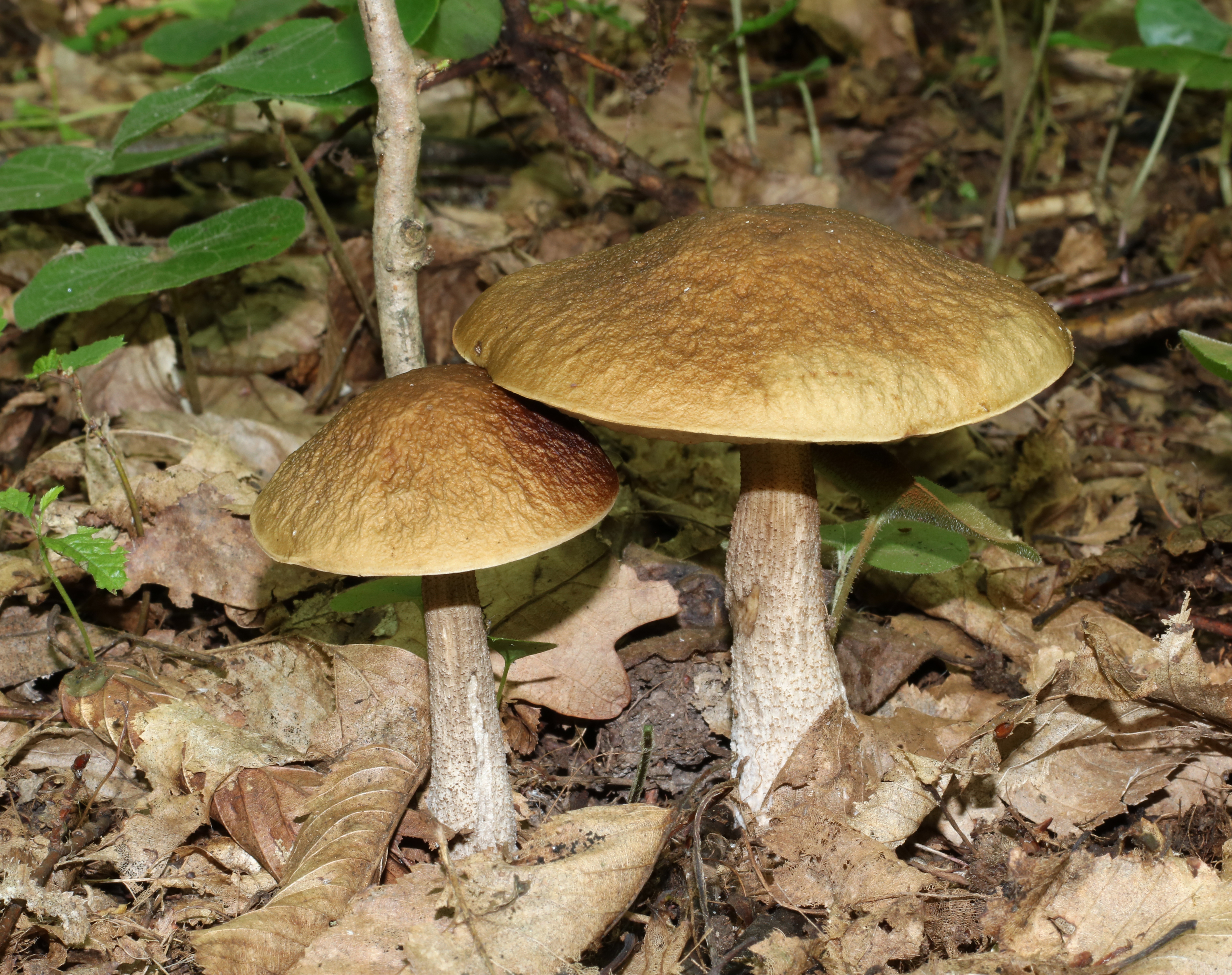
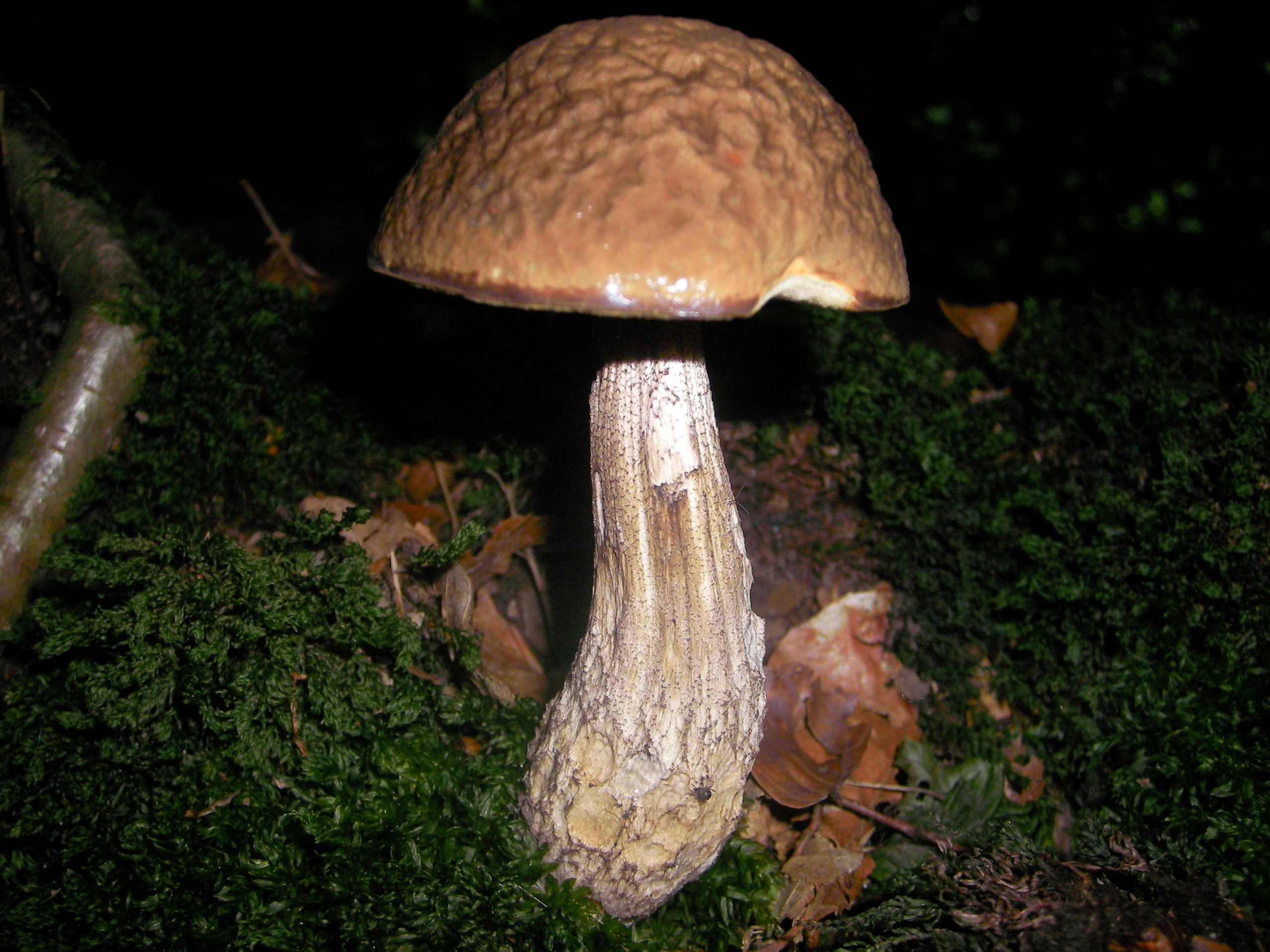
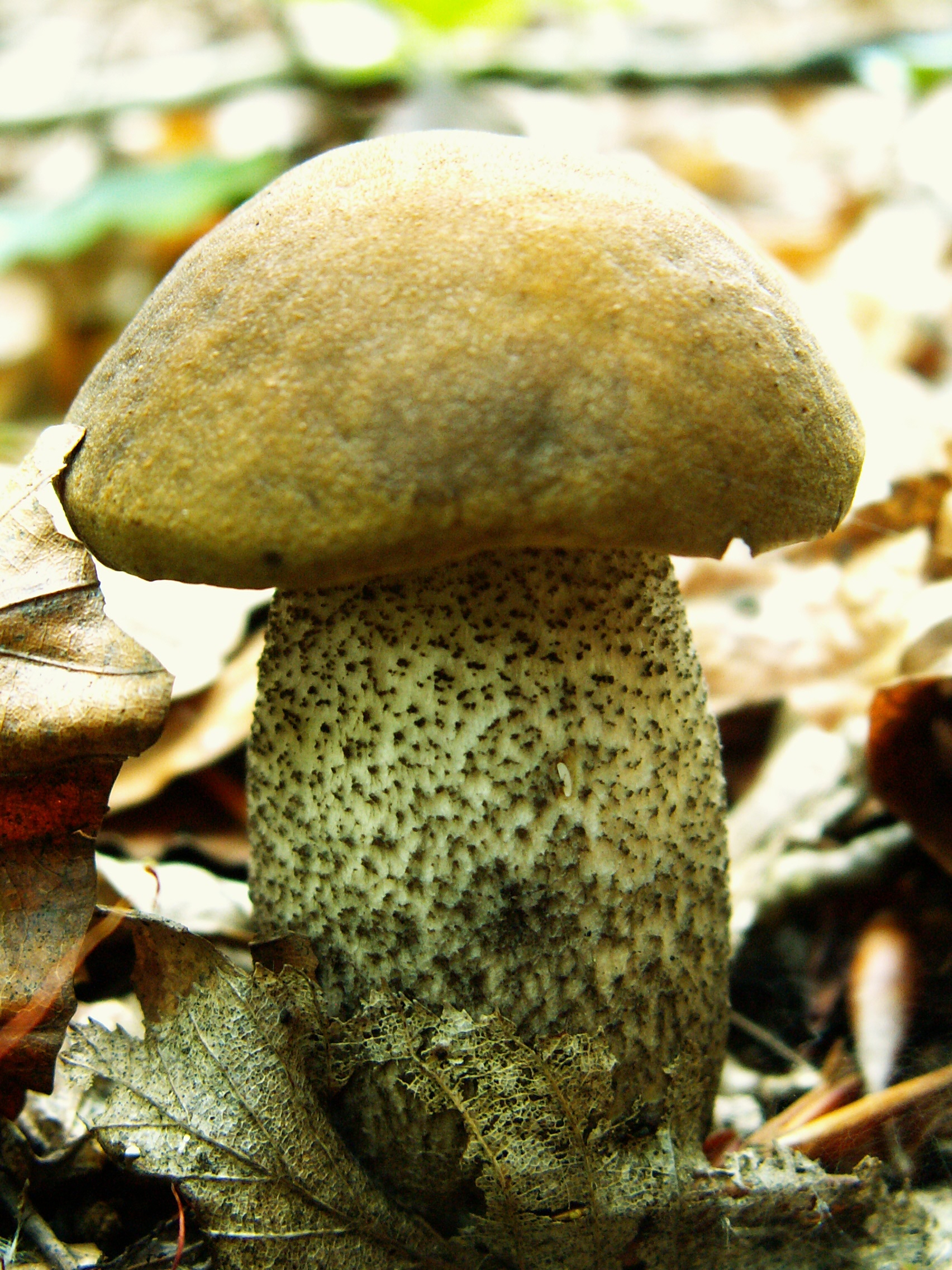
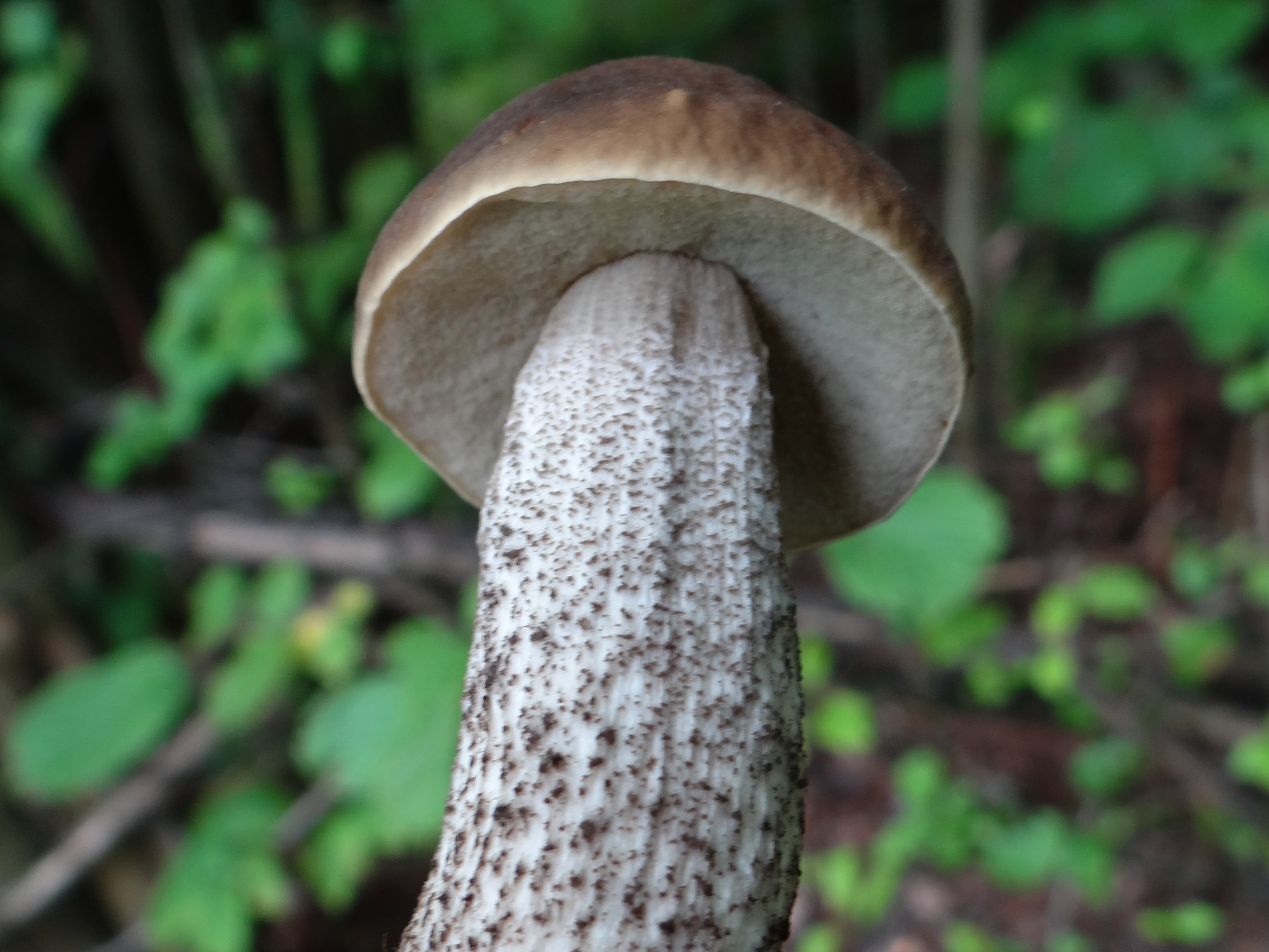
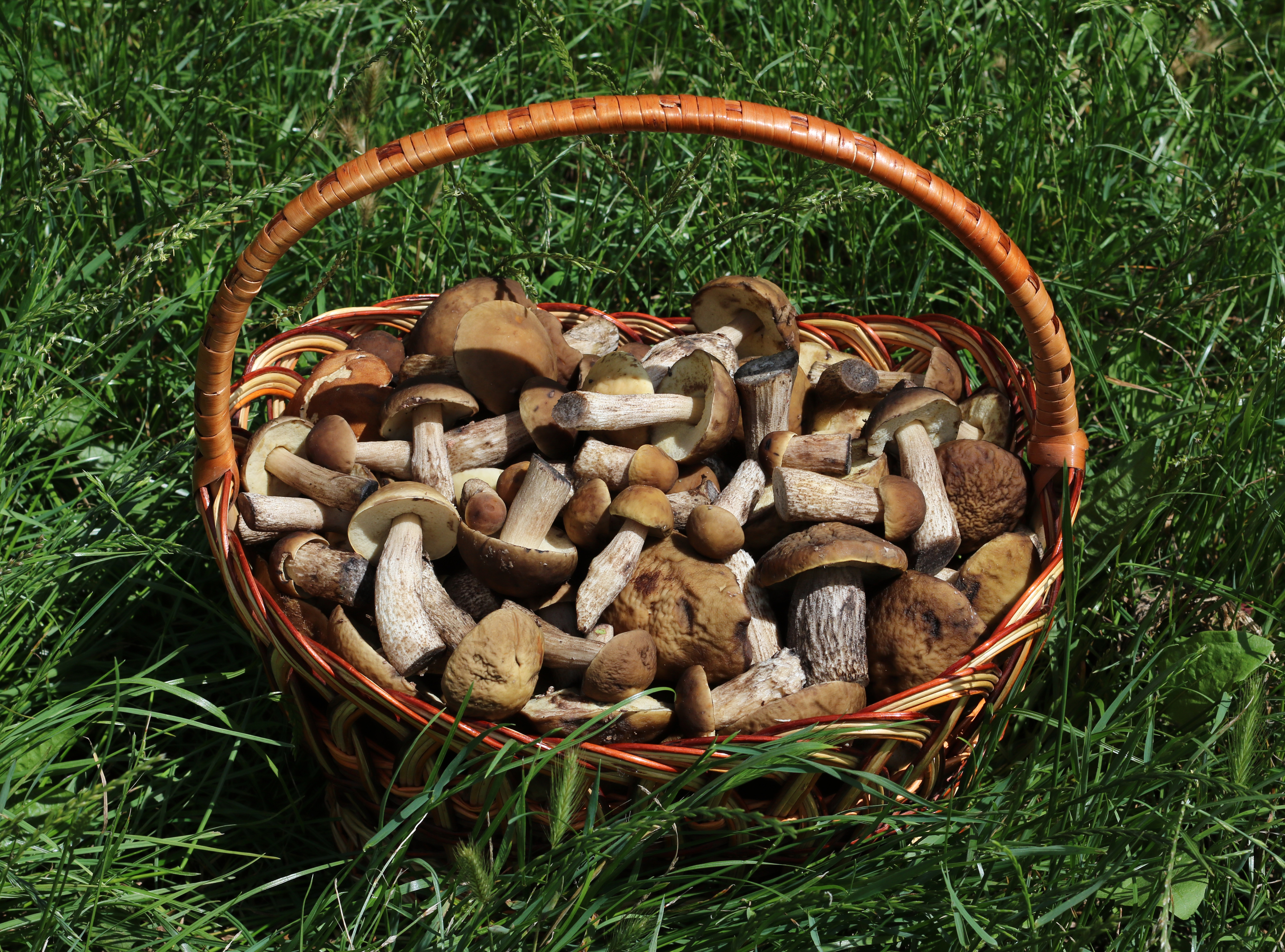